# Chevrolet Volt

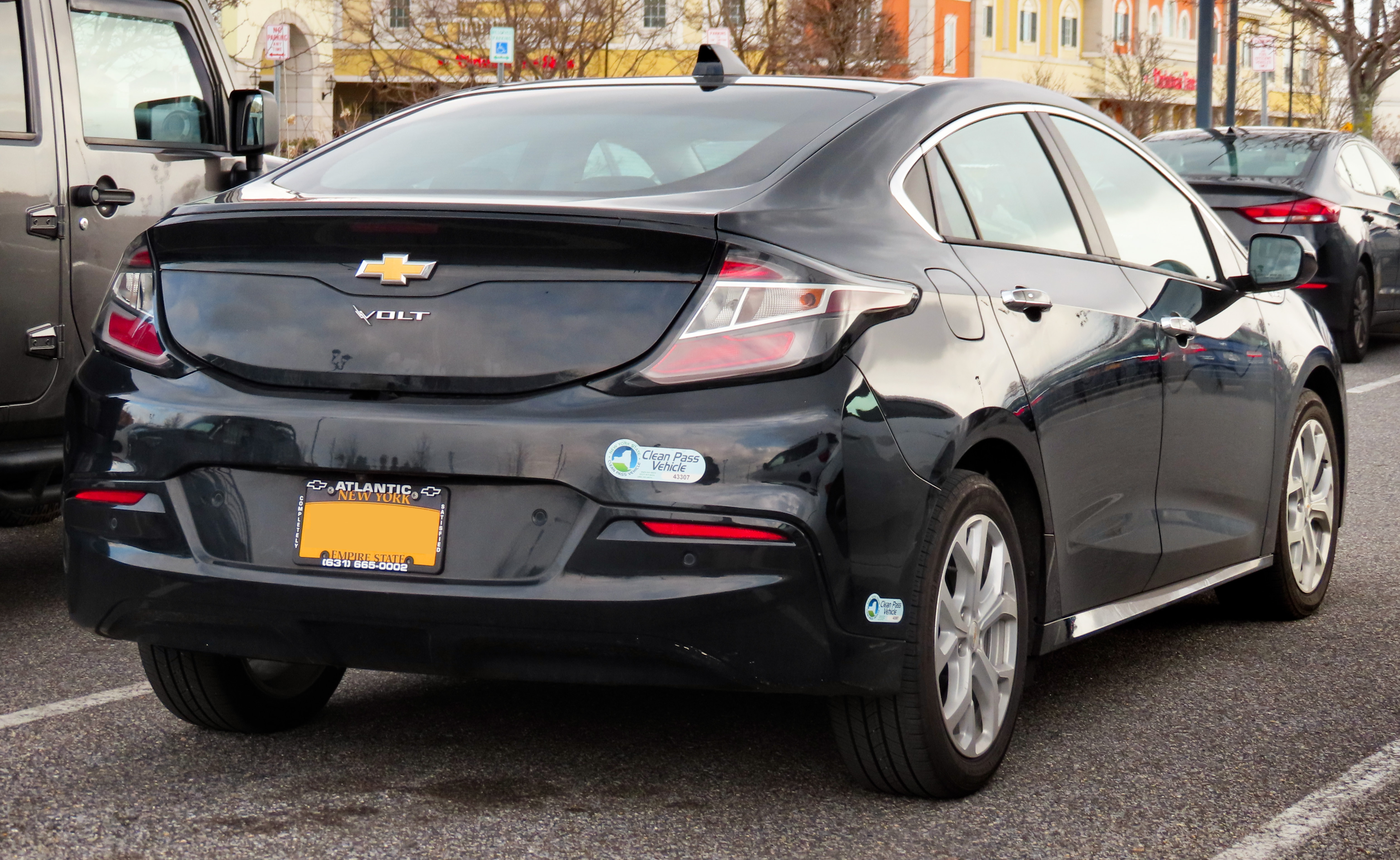
Traseira do modelo.

Chevrolet Volt foi um automóvel híbrido plug-in (PHEV) da General Motors. Foi lançado em dezembro de 2010 nos Estados Unidos a um preço de US$ 41.000. A distribuição no Canadá iniciou em setembro de 2011 a um preço de CAD 41.545 (US$ 43.570). O Volt possuía uma autonomia elétrica que varia entre 40 e 80 quilômetros, e quando a bateria fica descarregada, o motor de gasolina funciona como gerador estendendo esta autonomia em até 500 quilômetros adicionais.

## Tecnologia
O Volt utilizava primordialmente propulsão elétrica e subsidiariamente propulsão de motor de combustão interna 1.0 3 cilindros turbo flex, sendo portanto um veículo cujo motor a combustão interna é capaz de utilizar E85. Segundo a GM esse motor, cuja função é unicamente alimentar o motor elétrico, pode ser adaptado para utilizar gasolina, etanol ou diesel (preferencialmente biodiesel). Considerando que apenas o motor elétrico está ligado às rodas, a General Motors considera o Volt um autêntico modelo elétrico, que tem sua autonomia aumentada por meio do auxílio do motor a combustão interna. Não são poucas as esperanças da General Motors no Volt. O conceito no Salão de Detroit de 2007 já virou versão de produção. No primeiro quadrimestre de 2011, o veículo vendeu pouco mais de 1.200 unidades no mercado norte-americano. Seu maior atrativo é seu sistema híbrido de propulsão E-REV.
A tração do carro era feita através da energia elétrica, sendo que a bateria tem autonomia de média de 60 quilômetros. Depois disso, um motor de gasolina atua como gerador para o motor elétrico. A bateria também pode ser recarregada em uma tomada comum, em até dez horas. A mesma tecnologia empregada no Volt já foi vista no conceito Opel Flextreme, o que indica que depois de seu lançamento, outros produtos da GM devem usar esse tipo de propulsão.